# Church of God in Christ
De Church of God in Christ is een kerkgenootschap met een pinksterachtergrond, op vier na de grootste protestantse kerk in de Verenigde Staten. Het wereldhoofdkwartier van de kerk is gevestigd in Memphis (Tennessee). Wereldwijd wordt het ledenaantal van de kerk geschat op 8 miljoen, waarvan 5 miljoen in de Verenigde Staten wonen. Leden van het kerkgenootschap zijn voornamelijk van Afro-Amerikaanse afkomst. De Church of God in Christ hangt een conservatieve protestantse leer aan en kennen de doop met de Heilige Geest, spreken in tongen en gebedsgenezing.
De Church of God in Christ (afgekort COGIC) bestaat sinds 1897 en werd gesticht door Charles Harrison Mason (1866-1961), die eind 19e eeuw uit de lokale Baptistische kerk werd gezet. Hij maakte kennis met verschillende kopstukken van de Heiligingsbeweging en als gevolg van een heropleving die uitbrak in Jackson (Mississippi) werd een nieuwe kerk gesticht onder de naam Church of God. De eerste bijeenkomst werd gehouden in 1897. Rond 1906 werd volgens eigen zeggen de naam Church of God in Christ aan Mason geopenbaard. Dit kwam overeen met 1 Thessalonicenzen 2:14, en de naam werd goedgekeurd.
Het bezoek van de Mason aan de Azusa-opwekking in Los Angeles in 1907 veranderde de richting van de kerk. Hij was samen met twee andere leiders, C.P. Jetter en J.A. Jones, aangewezen om uit te zoeken wat de in 1906 uitgebroken opwekking inhield. Na zijn terugkeer begon hij de dingen te onderwijzen die hij Los Angeles had geleerd. Zijn twee reisgezellen stonden echter niet achter hem en verwierpen de opwekking in Azusa Street, als vals. Het kerkgenootschap was verdeeld tussen de aanhangers van Mason en die van Jones en Jeter. Op een conferentie in Memphis beslechtte Mason het geschil en reorganiseerde Church of God in Christ als Pinksterkerk. Een deel van de leden splitste zich af en zo bestonden tot 1915 twee kerkgenootschappen onder dezelfde naam.
In Nederland is de Volle Evangelie Bethel Kerk sinds 1975 aangesloten bij de Church of God in Christ

## Voetnoten
1. ↑  1 Thessalonicenzen 2:14 (NBG-vertaling 1951)